# Исполнительная надпись
Исполнительная надпись — распоряжение нотариуса на обязательстве должника о принудительном взыскании суммы денег или какого-либо имущества в пользу кредитора.
Имеет силу исполнительного документа и служит основанием для принудительного взыскания. Оспорить исполнительную надпись нотариуса можно только в судебном порядке. Подача заявления в суд об оспаривании исполнительной надписи не приостановит обращение взыскания на имущество и его реализацию.
Понятие определяется в Законе РФ «Основы законодательства Российской Федерации о нотариате» в главе «Глава XVI. Совершение исполнительных надписей» и «Глава XVI.1. Особенности совершения исполнительной надписи об обращении взыскания на заложенное имущество».